# ادپرو اودیه
ادپرو اودیه (به انگلیسی: Adepero Oduye) بازیگر آمریکایی است.
از فیلم‌های معروف او می‌توان به بازی در فیلم رکود بزرگ اشاره کرد.